# Adil Hasan
Adil Hasan Isma’il (arab. عادل حسن إسماعيل) – egipski zapaśnik walczący w stylu wolnym. Brązowy medalista igrzysk afrykańskich w 1987. Wicemistrz Afryki w 1985 roku.